# Bobbie Friberg Da Cruz
Bobbie Friberg Da Cruz (* 16. Februar 1982) ist ein schwedischer Fußballspieler. Der Sohn einer Schwedin und eines Kapverden spielt in der Defensive.

## Sportlicher Werdegang
Friberg Da Cruz begann mit dem Fußballspielen bei IF Stendy. Später wechselte er in die Jugendabteilung von GAIS. Sein Debüt in der ersten Mannschaft erfolgte am 13. April 2001 im Pokalspiel gegen Söderhamns FF. Eine Woche später stand er auch in der Superettan auf dem Platz, musste allerdings eine 0:2-Niederlage gegen Assyriska Föreningen hinnehmen. Insgesamt bestritt er in seiner Debütsaison 18 Partien in der zweiten Liga. Zwar stieg die Mannschaft am Ende der Spielzeit in die Division 2 ab, Friberg Da Cruz blieb jedoch dem Klub treu. In der dritten Liga konnte er sich als Stammspieler etablieren und feierte 2003 den Wiederaufstieg in die Zweitklassigkeit.
Zwei Jahre später gelang Friberg Da Cruz mit GAIS der Aufstieg in die Allsvenskan. Auch dort gehört er zum Stamm der Mannschaft und platzierte sich mit dem Klub in den folgenden beiden Jahren im hinteren Mittelfeld. Darüber hinaus machte er auch außerhalb von Schweden auf sich aufmerksam, im Januar 2008 wurde er von Hertha BSC im Wintertrainingslager  getestet. Im Juni 2008 wurde bekannt, dass Friberg Da Cruz nach Ende der Spielzeit 2008 nach Dänemark zum Randers FC wechseln wird.
An der Seite von Marc Nygaard, Tobias Grahn, Kasper Lorentzen und Mikkel Beckmann etablierte sich Friberg Da Cruz auf Anhieb in der Stammformation bei seinem neuen dänischen Arbeitgeber. Zwar belegte er mit der Mannschaft nur den fünften Tabellenrang am Saisonende, über die Fair-Play-Wertung der UEFA zog Randers FC dennoch in den Europapokal ein. Nach Erfolgen über Linfield FC und Sūduva Marijampolė erreichte er mit dem Klub die dritte Qualifikationsrunde der UEFA Europa League 2009/10, scheiterte dort jedoch am deutschen Vertreter Hamburger SV. Auch in der anschließenden Superliga-Spielzeit 2009/10 gehörte er über weite Strecken zu den Stammspielern.
Ende Januar 2010 bat Friberg Da Cruz, den Klub auf Leihbasis in Richtung Kongsvinger IL verlassen zu dürfen. Bis zum Ende der Tippeligaen-Spielzeit 2010 soll er für den Vorjahresaufsteiger auflaufen und beim Kampf um den Klassenerhalt beitragen.
Anfang Februar 2011 kehrte Friberg Da Cruz nach Schweden zurück, um sich IFK Norrköping anzuschließen. Nachdem er in den ersten beiden Jahren noch in zwei Dritteln der Saisonspiele zum Einsatz gekommen war, lief er in der Spielzeit 2013 noch in 13 Spielen auf dem Platz – zwölfmal kam er dabei als Einwechselspieler zum Einsatz. 
Anschließend wechselte Friberg Da Cruz nach Finnland un schloss sich IFK Mariehamn an. Ende 2016 verlängerte er seinen Vertrag um eine Spielzeit. Anschließend beendete er 2017 seine aktive Laufbahn und wurde Trainer bei Assyrika BK.

## Sonstiges
2005 bis 2007 spielte auch Friberg Da Cruz’ Bruder Johan in der ersten Mannschaft von GAIS.